# GlaxoSmithKline
GlaxoSmithKline plc (GSK) (LSE: GSK
, NYSE: GSK) er en medicinalkoncern med hovedsæde i London. GSK er et forskningsbaseret firma med en bred portefølje af farmaceutiske produkter rettet mod bl.a. depression, astma, herpes, eksem, epilepsi. Næstefter Pfizer er GSK verdens største farmaceutiske virksomhed med ca. 110.000 ansatte og en årlig omsætning på 23,2 mia. pund (2006).
I sin nuværende form blev firmaet dannet ved en fusion af Glaxo Wellcome og SmithKline Beecham i 2000. Selskabet er til stede i næsten 70 lande, men har størstedelen af sin aktivitet i USA. GSK er både noteret på børsen i London og New York.
| Firma | Spire Denne artikel om et firma eller en virksomhed i Storbritannien er en spire som bør udbygges. Du er velkommen til at hjælpe Wikipedia ved at udvide den. |

- Wikimedia Commons har flere filer relateret til GlaxoSmithKline